# Pilar Paneque
Pilar Paneque Salgado (Sevilla, 1974) és una investigadora espanyola, actual directora de l'Agència Nacional d'Avaluació de la Qualitat i Acreditació (ANECA) des de febrer de 2023.

## Trajectòria
Es va llicenciar en geografia i història a la Universitat de Sevilla el 1997. Va continuar els seus estudis a la Universitat de Pennsilvània, on va fer un màster en demografia i sociologia, i el 2003 va esdevenir doctora en Geografia per la Universitat Pablo de Olavide, on posteriorment esdevindria catedràtica.

### Recerca
S'ha especialitzat en estudiar la política i gestió de l'aigua i del territori. Va completar els seus estudis doctorals amb estades a la Universitat d'Utrecht (Països Baixos), a la Universitat de Pennsilvània (Estats Units) i a la Universitat d'Oxford (Regne Unit).
Després d'obtenir el doctorat va realitzar estades a Universitats com Harvard-RCC, a la Universitat de Nebraska i a la Universitat de Carolina del Sud, als Estats Units.
Des del 2005 ha liderat diversos projectes de recerca, sobre els riscos hídrics i les zones de sequera, així com la vulnerabilitat social vinculada al canvi climàtic. Els seus treballs s'han referenciat en informes de l'IPCC.

### Gestió universitària
En l'àmbit de gestió universitària, ha sigut directora de Postgrau, vicerectora de Planificació i Qualitat i directora del Patronat a la Universitat Internacional d'Andalusia (UNIA), i ha coordinat projectes interuniversitaris amb el CSIC. També ha participat en diverses iniciatives d'avaluació i sostenibilitat universitària.
Ha sigut coordinadora científica a l'Agència Estatal de Recerca, gestionant diversos projectes i convocatòries.
El 2023 fou nomenada directora d'ANECA, des d'on ha anunciat que vol fomentar un nou marc d'avaluació universitària, apropant-se al context europeu i als principis de la ciència oberta.
Ha sigut membre de la junta de l'Associació Espanyola de Geografia entre 2017 i 2021 i de la junta rectora de la Fundación Nueva Cultura del Agua (2010- 2013), a més de formar part de diverses associacions i col·lectius que promouen el paper de la dona a la ciència.